# 어드벤처 타임: 피오나 앤 케이크
《어드벤처 타임: 피오나 앤 케이크》(Adventure Time: Fionna and Cake)는 애덤 무토가 제작한 미국의 성인 애니메이션이다. 펜들턴 워드가 제작하고 카툰 네트워크에서 방영한 TV 애니메이션 시리즈 《핀과 제이크의 어드벤처 타임》을 원작으로 하는 스핀오프이다. 2023년 8월 31일 맥스를 통해 처음 공개되었으며, 이후 두 번째 시즌 제작이 확정되었다.
이 작품은 원작의 주인공인 핀과 제이크의 성 반전 버전인 피오나와 케이크와 함께 얼음 대왕의 원래 모습인 사이먼 페트리코프를 주인공으로 한다. 원작 후반부의 쇼러너이자 《머나먼 땅》 제작을 관장한 애덤 무토와 함께 프레드 세이버트, 샘 레지스터가 총감독을 맡았다.

## 시놉시스
피오나는 애완 고양이 케이크와 함께 마법이 없는 세계에서 매일 똑같은 일상을 보내며 사는 평범한 소녀이다. 어느 날 밤 피오나는 마법과도 같은 세계에 관한 꿈을 꾸게 된다. 한편 우 랜드의 사이먼은 오래된 과거를 전시하는 자신의 집에서 연인 베티를 그리워하며 슬픔 속에 일상을 보낸다. 이후 셋은 여러 멀티버스를 방문하며 자신들의 존재를 지우기 위해 뒤를 쫓는 악당 스캐럽에게 대항하게 된다.

## 등장인물

### 주연
- 매들린 마틴: 피오나 캠벨(Fionna Campbel) - 핀의 성 반전 버전.
- 로즈 라이언: 케이크 더 캣(Cake the Cat) - 제이크의 성 반전 버전.
- 톰 케니: 사이먼 페트리코프(Simon Petrikov) - 과거 얼음 대왕으로 알려진 20세기 골동품 수집가.
- 앤드루 래널스: 게리(Gary) - 버블검 공주의 성 반전 버전.
- 도널드 글로버: 마셜 리(Marshal Lee) - 마르셀린의 성 반전 버전.
- 숀 로하니(Sean Rohani): 프리즈모(Prismo) - 타임 룸에 머무르며 멀티버스를 관장하는 소원을 들어주는 존재.
- 케일리 맥키: 스캐럽(Scarab) - 피오나와 케이크를 뒤쫓는 멀티버스의 감찰관.

### 조연
- 펜들턴 워드: 엘리스 P.(Ellis P.) - 울룩불룩 공주의 성 반전 버전.
- 비코 오르티스: 헌터(Hunter), 펀(Fern)
- 오드리 베넷(Audrey Bennett): 아스트리드(Astrid) - 얼음 대왕이 쓴 〈피오나와 케이크〉 시리즈의 열렬한 팬인 어린 소녀.
- 제러미 셰이다: 핀, 팜월드 핀(Farmworld Finn)
- 존 디마지오: 제이크
- 힌든 월치: 버블검 공주, 캔디 퀸(Candy Queen), 보니(Bonnie)
- 올리비아 올슨: 마르셀린, 더 스타(The Star)
- 브라이언 데이비드 길버트(Brian David Gilbert): 윈터 킹(Winter King) - 왕관의 힘을 조절할 수 있게 된 또 다른 우주 속 얼음 대왕.
- 론 펄먼: 더 리치(The Lich)
- 펠리카 데이: 베티 그로프(Betty Grof) - 사이먼의 약혼녀로 파멸적 존재인 골브(GOLB)와 융합되어 버린 인물.

## 제작

### 콘셉트와 구상

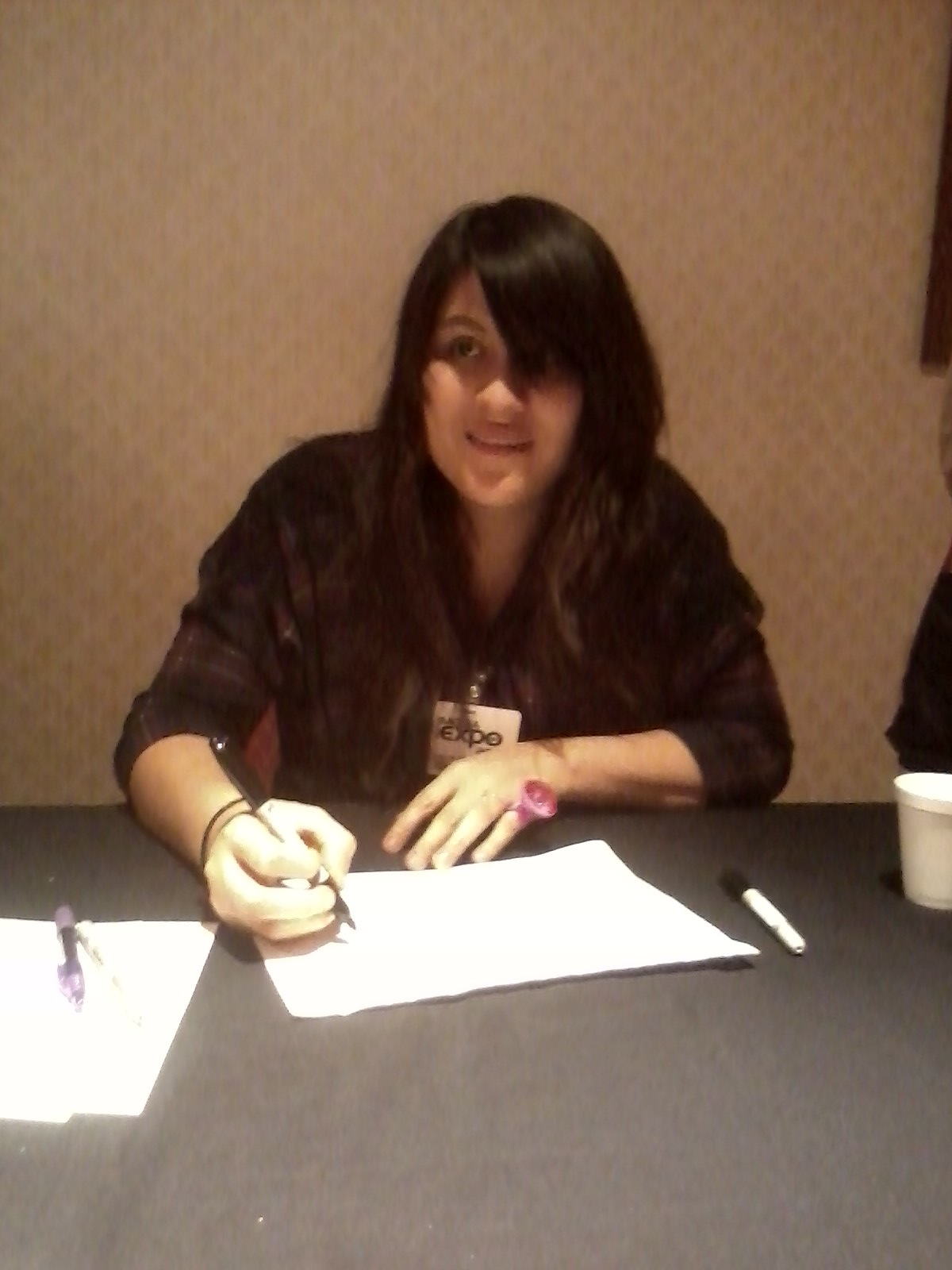
피오나와 케이크를 처음 고안한 나타샤 알레그리.

피오나와 케이크에 대한 아이디어는 《어드벤처 타임》의 캐릭터 디자이너이자 스토리보드 수정가였던 나탸사 알레그리가 초창기 시즌이 방영되던 중 온라인에 올린 포스트에서 처음 시작되었다. 그가 올린 성 반전 캐릭터들은 많은 인기를 끌었으며, 이후 제작진들은 두 등장인물에 대한 에피소드를 만들기로 결심한다. 둘은 알레그리가 제작에 참여한 시즌 3의 에피소드 〈Fionna and Cake〉에서 처음 등장하였다. 이후 시즌 5의 〈Bad Little Boy〉와 시즌 6의 〈The Prince Who Wanted Everything〉, 시즌 8의 〈Five Short Tables〉, 시즌 9의 〈Fionna and Cake and Fionna〉에서 재등장하였다.
2018년 마지막 에피소드인 〈Come Along with Me〉 방영 이후 첫 번째 스핀오프인 《어드벤처 타임: 머나먼 땅》이 2020년 공개되었다. 시즌 종료 이전 HBO 맥스는 성 반전 스핀오프 시리즈가 제작 중이라는 사실을 밝힌 바 있었고, 2021년 8월 17일 기준으로는 30분 분량의 에피소드 10편이 계획되어 있었다. 핀의 성우 제러미 셰이다는 2022년 한 인터뷰에서 새 스핀오프에 "자신이 출연할 수도 있고, 아닐 수도 있다"라고 언급하였다. 2022~23년 안시 국제 애니메이션 필름 영화제에서 카툰 네트워크와 HBO 맥스는 본작의 미리보기 영상을 처음으로 공개하였다. 제작 도중인 2023년 5월, HBO 맥스는 맥스라는 이름으로 재브랜딩하였다.

### 개발

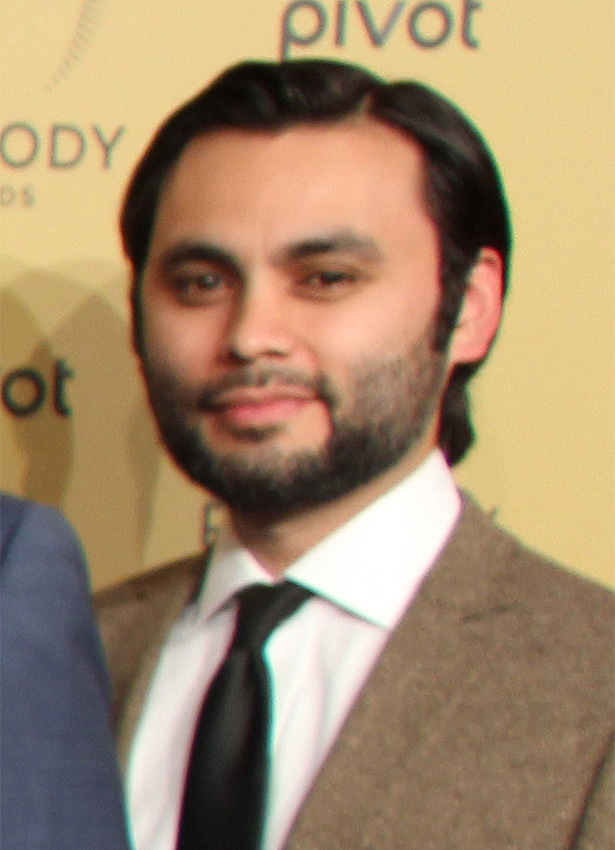
《어드벤처 타임》, 《머나먼 땅》, 《피오나 앤 케이크》의 이그제큐티브 프로듀서를 맡은 애덤 무토.

맥스와 카툰 네트워크의 성인향 프로그래밍 블록 어덜트 스윔의 총괄자(executive) 수잔나 매코스(Suzanna Makkos)는 젊은 성인 시청자를 대상으로 《피오나 앤 케이크》를 제작하였다고 말하였다. 《코믹 북 리소시스》와의 인터뷰에서 매코스는 "《어드벤처 타임》의 팬들은 이미 성인이 되었으며, 꾸준히 유입되는 어린 시청자들이 또 다시 성인이 된다."라고 언급하였다. "《피오나 앤 케이크》는 우리에게 있어 완벽한 작품으로 느껴진다. 작품의 결을 따지자면 《어드벤처 타임》과 유사하지만, 피오나의 나이가 더욱 성숙하다. 또한 피오나는 일을 하고 있다. 좀 더 성인에 가깝다는 점을 통해 새로운 팬층이 유입될 수 있을 것이며, 또한 기존 팬들의 요구도 만족시킬 수 있을 것으로 생각한다." 미국에서는 누드, 고어, 욕설, 약물 등의 사유로 TV-14 등급을 받으며 TV-PG였던 원작보다 상향된 관람 등급을 받았다. 반면 호주에서는 원작과 동일한 TV-PG 등급을 부여받았다.
애덤 무토가 이그제크티뷰 프로듀서와 쇼러너 역할을 맡았으며, 프레드 세이버트, 샘 레지스터 역시 카툰 네트워크와의 협업으로 제작에 참여하였다. 초기에 무토는 《머나먼 땅》이 평단으로부터 엇갈린 평가를 받았기 때문에 또 다른 스핀오프를 제작하는 것에 대해 우려하였다. 제작진들은《피오나 앤 케이크》 만의 독창성을 살리기 위해 기존에 자신들이 해온 관행을 피하고자 했다. 그 노력의 하나로 작가들은 원작에 의존하지 않는 스핀오프를 만들기 위해 등장인물의 고유한 성장에 집중하였다. 《머나먼 땅》이 4개의 비네트(vignette, 소품문)가 큰 연관 없이 느슨하게 연결된 형태였다면, 《피오나 앤 케이크》는 하나의 이야기를 전체적으로 다루고 있는 것이 큰 차이점이다.
무토는 제작진들이 "핀과는 확연히 다른 이야기와 등장인물에 대해 탐색하는 방법을 찾고자" 하였다고 말하였다. 이타적이고 에너지 넘치는 영웅인 핀과는 달리, 마법이 없는 세계에서 살아가는 피오나는 평범하고 현실적인 등장인물로 그려진다. 이에 작가들은 기존에 피오나의 존재를 부정하였던 원작의 마법 세계에 대해 피오나가 알아차린다면 어떻게 행동할지를 보고 싶었다고 밝혔다. 또한 피오나만이 갖고 있는 독특한 개성을 부여함으로써 단순히 "소녀 버전의 핀"이 되지 않도록 노력하였다. 제작진들은 동일한 방법으로 케이크의 캐릭터성을 구상하였는데, 마법의 힘을 가진 제이크와는 달리 케이크는 첫 장면에서 그저 평범한 애완동물로 등장한다. 제이크의 불분명한 죽음에 대해서 무토는 정답이 무엇인지 명확하게 말하지 않고 싶다고 언급하였다. 또한 어른이 된 핀이 자신만의 삶을 산다는 아이디어가 마음에 들었기에, 핀을 일부 에피소드를 제외하고는 등장시키지 않기로 하였다. 이를 위해 제작진들은 핀과는 다른 멀티버스 속 등장인물인 팜월드 핀을 등장시켰다. 한편 원작에서 마르셀린과 마셜은 (성우 올리비아 올슨과 에리카 러트럴이 흑인임에도 불구하고) 뱀파이어 피부 색깔로 묘사되었지만, 《피오나 앤 케이크》에서 마셜 리는 사람과 동일한 어두운 피부 색깔을 갖고 있다.
작중에는 1982년 TV 시트콤 《치어스》에 대한 언급이 자주 등장한다. 무토는 이에 대해 원래는 해당 작품에 대한 언급이 그저 농담에 불과하였으며, 제작진 대다수가 작품을 본 적도 없었다고 말하였다. 이전에는 시즌 5의 에피소드 〈Simon & Marcy〉에서 사이먼이 자신의 본모습을 지키기 위해 《치어스》의 주제가를 부르는 장면이 등장한다. 《피오나 앤 케이크》에서 해당 시트콤은 얼음 왕관을 발견하기 이전의 사이먼의 삶을 상징적으로 나타낸다. 《치어스》는 피오나의 세계에서 존재하는 유일한 TV 프로그램인데, 이는 사이먼의 정신이 그 시기에 머물러 있음을 간접적으로 보여주는 대목이다. 제작진들은 초기에 《이상한 바다의 플랩잭》의 세계관에서 펼쳐지는 크로스오버 에피소드 구상도 고려하였으나, 이는 〈Prismo the Wishmaster〉에서 프리즈모가 보여주는 여러 세계 속 한 장면으로 잠깐 지나가는 것으로 대체되었다. 작중에는 무토의 고향인 시애틀에 대한 언급도 등장하는데, 에피소드 〈Jerry〉에는 워싱턴 대학교의 수잘로 도서관(Suzzallo Library)를 기반으로 하는 건물이 등장한다. 첫 시즌 방영 이후인 2023년 12월 5일, 두 번째 시즌 제작이 확정되었다.

### 디자인
세 주인공 모두 원작의 성우가 다시 역할을 맡았다(피오나 역의 매들린 마틴, 케이크 역의 로즈 라이언, 사이먼 역의 톰 케니). 도널드 글로버가 마셜 리를 맡았으며, 추가 성우진으로는 앤드로 래널스, 케이레이 맥키, 숀 로하니(Sean Rohani)가 참여하였다. 원작에서 프리즈모는 쿠말리 난지하니가 성우를 맡았으나, 난지하니 측과의 의사소통 문제로 제작진들은 그가 목소리 연기를 맡을 수 없다고 판단하여 다른 성우를 쓸 수밖에 없었다. 이후 난지하니는 트위터를 통해 프리즈모가 자신이 가장 좋아하는 역할이었으며, 무료로 연기까지 해줬을 것이라며 아쉬움을 표하였다. 원작에서 검볼 왕자 역은 처음에는 네일 패트릭 해리스가 연기하였으나 나중에 케이스 퍼거슨으로 성우가 바뀌었다. 이번 작품에서 검볼 왕자에 해당하는 게리 역은 앤드루 래널스가 연기하였다. 레몬 백작 역은 원작의 저스틴 로일랜드에서 징크스 몬순으로 바뀌었다. 본작에서 몬순은 크리 서머와 함께 레몬백작의 성 반전 버전인 쌍둥이 레몬카브 역할을 맡게 된다.
《어드벤처 타임》 제작에도 참여했던 러프 드래프트 코리아와 새롬 애니메이션이 각각 서로 다른 에피소드 제작에 참여하였다. 무토는 《애니메이션 매거진》과의 인터뷰에서, 작가들은 기존에 카툰 네트워크와 작업하던 방식과는 다르게 맥스 측에 시즌 제작 이전에 대본을 미리 제시해야만 했다. 이 때문에 제작 과정에서 큰 어려움을 겪었는데, 원작과는 달리 에피소드별로 새로운 세계를 다루고 있어 색상이나 배경 등에 겹치는 부분이 현저히 적었기 때문이었다. 약 50명가량의 카툰 네트워크 스튜디오 출신 제작진들이 사전/사후 제작에 참여하였다. 코로나19 범유행이 한창이던 2021년 제작이 시작되었는데, 애니메이터 대부분은 캘리포니아에서 제작에 참여하였으나, 일부는 팬데믹의 영향으로 멀리는 러시아와 일본에서 작업에 참여하기도 하였다. 2022년 스튜디오가 재개장하기 전까지 90%의 작업이 재택근무로 이루어졌다. 최종 제작은 2022년 12월 9일 마무리되었다.
원작의 제작진이었던 리베카 슈거, 솜빌레이 제이어폰(Somvilay Xayaphone), 패트릭 맥헤일(Patrick McHale)과 《머나먼 땅》의 작곡가 아만다 존스가 음악 작곡으로 작품 제작에 다시 참여하였다. 오프닝과 크레딧은 스티브 울프하드가 스토리보드를 담당하였고 닉 크로스가 애니메이션을 맡았다. 첫 번째 에피소드 〈Fionna Campbell〉의 인트로인 〈Not My Self〉는 주주(Zuzu)가 작사하였다.

## 공개
2023년 7월 20일 열린 샌디에이고 코믹콘 행사에서, 맥스는 《피오나 앤 케이크》가 8월 31일에 공개된다는 사실을 공개하였다. 8월 17일에는 예고편이 공개되었다. 첫 화 공개부터 9월 28일까지 매주 2편의 에피소드가 맥스를 통해 공개되었다.
호주에서는 스트리밍 서비스 빈지(Binge)를 통해 미국과 같은 날 동시 공개되었으며, 이후 9월 1일 폭스8(Fox8)을 통해서도 공개되었다. 캐나다에서는 9월 15일 카툰 네트워크에서 처음 방영되었다. 대한민국에서는 2025년 3월 21일 쿠팡플레이를 통해 다른 맥스 오리지널 프로그램과 함께 공개되었다.

## 에피소드 목록
| 번호 | 제목 한국어판 제목                                 | 슈퍼바이징 감독 | 각본 및 스토리보드                                                   | 공개 날짜       |
| --- | -------------------------------------------------- | --------------- | -------------------------------------------------------------------- | --------------- |
| 1 | "Fionna Campbell" "피오나 캠벨"                    | 라이언 섀넌     | 한나 K. 니스트롬, 애나 시버트슨, 제이콥 윙클러, 이해원               | 2023년 8월 31일 |
| 피오나 캠벨은 도시에서 애완 고양이 케이크와 홀로 사는 소녀이다. 우울하고 현실에 지친 모습을 보이는 듯한 피오나는 한편으로는 모험으로 가득찬 마법 세계를 꿈꾼다. 어느 날 케이크가 이상한 행동을 보이자 피오나는 수의사를 만나려고 하고, 그 과정에서 직장에서 해고당하게 된다. 수의사를 자칭한 엘리스 P.를 만나게 된 피오나는 그에게 자신의 고민을 털어놓게 된다. 한편 케이크는 정체를 알 수 없는 푸른 빛을 뒤쫓다가 아이스크림 상인의 가판대로 들어가 사라진다. |                                                    |                 |                                                                      |                 |
| 2 | "Simon Petrikov" "사이먼 페트리코프"               | 스티브 울프하드 | 이기 크레이그, 그레이엄 폴크, 짐 캠벨, 루시올라 랭지                 | 2023년 8월 31일 |
| 사이먼 페트리코프는 우 랜드에서 20세기 골동품으로 꾸민 자신의 집과 일상을 전시하며 지내고 있다. 그러나 과거 〈피오나와 케이크〉 이야기를 쓴 작가로 알려지면서 계속해서 스트레스를 받게 된다. 이러한 모습을 본 핀이 사이먼을 북돋우기 위해 함께 모험을 떠나나 그 곳에서 사이먼은 고생만 하게 되고, 마르셀린에게 전화를 걸어보지만 자신만 홀로 외롭다는 사실을 깨닫고 좌절한다. 이에 사이먼은 골브에 흡수당해 사라져 버린 약혼자 베티를 소환하기 위한 의식을 수행한다. 그러나 그 결과 자기 머리 뒤통수에 생긴 포털에서 피오나의 고양이 케이크를 대신 소환해 낸다. |                                                    |                 |                                                                      |                 |
| 3 | "Cake the Cat" "고양이 케이크"                     | 라이언 섀넌     | 한나 K. 니스트롬, 애나 시버트슨, 이해원, 니콜 로드리게즈             | 2023년 9월 7일  |
| 우 랜드에 케이크가 도착하자 타임 룸에서는 크로스오버 경고를 알리는 알람이 울리지만, 프로즈모는 이를 애써 무시한 채 핀과 제이크의 모험을 대신 관찰한다. 케이크가 사라진 것을 목격한 피오나는 케이크를 찾기 위해 온갖 노력을 다한다. 한편 사이먼의 집에서 달아난 케이크는 우 랜드를 탐험하다 시장에서 소동을 피우게 된다. 사이먼은 소환 의식을 다시 시도하고, 이번에는 피오나가 우 랜드로 건너오게 된다. 아스트리드의 도움으로 피오나는 케이크와 재회했으나 둘은 갑자기 다른 곳으로 이동하게 된다. |                                                    |                 |                                                                      |                 |
| 4 | "Prismo the Wishmaster" "소원을 이뤄주는 프리즈모" | 스티브 울프하드 | 이기 크레이그, 그레이엄 폴크, 짐 캠벨, 루시올라 랭지                 | 2023년 9월 7일  |
| 프리즈모는 피오나, 케이크와 사이먼을 타임 룸으로 이동시킨다. 프리즈모는 사실 자신이 허가 없이 피오나와 케이크의 세계를 만들었으며, 이를 숨기기 위해 얼음 대왕의 정신 속에 대신 넣어놓았다는 사실을 털어놓는다. 이후 얼음 대왕이 원래 모습인 사이먼으로 돌아오자, 피오나의 세계는 마법의 힘을 잃어버리게 된 것이었다. 그때 감찰관 스캐럽이 조사를 위해 타임 룸을 방문하고, 프리즈모는 셋을 몰래 타임 룸 밖으로 탈출시킨다. 사이먼은 이 상황을 해결하기 위해 피오나와 케이크에게 자신이 다시 왕관을 써 얼음 대왕이 되어야 한다고 말한다. |                                                    |                 |                                                                      |                 |
| 5 | "Destiny" "데스티니"                               | 라이언 섀넌     | 제이콥 윙클러, 소냐 본 매런스도르프, 한나 K. 니스트롬, 애나 시버트손 | 2023년 9월 14일 |
| 피오나, 케이크와 사이먼은 왕관을 찾기 위해 멀티버스 중 하나인 팜월드를 방문한다. 해당 세계에서 핀의 아들 제이는 셋을 발견하고 자신의 집으로 데려 온다. 제이는 셋과 함께 왕관이 있었던 크레이터로 향하지만, 이미 프리즈모에 의해 파괴되어 버린 왕관 일부만을 찾게 된다. 이들은 뒤를 쫓은 데스티니 갱에 발각된다. 한편 프리즈모를 체포한 뒤 크레이터로 온 스캐럽은 피오나, 케이크, 사이먼과 함께 또 다른 우주로 이동하게 된다. |                                                    |                 |                                                                      |                 |
| 6 | "The Winter King" "겨울 대왕"                      | 스티브 울프하드 | 짐 캠벨, 루시올라 랭지, 그레이엄 폴크, 니콜 로드리게즈               | 2023년 9월 14일 |
| 게리는 며칠간 연락 두절 상태인 피오나를 찾기 위해 그녀의 아파트를 방문하게 된다. 게리는 그곳에서 마셜 리를 만나게 되고 둘은 게리의 베이킹을 위해 함께 쇼핑을 가는 등 노력하지만 결국 재력가인 레몬카브 쌍둥이에게 거절당한다. 그동안 셋은 윈터 킹이 사는 세계를 방문하게 되고, 윈터 킹은 사이먼을 위해 왕관을 복제한다. 윈터 킹과 사이먼은 캔디 퀸에게 납치당하는데, 이후 캔디 퀸은 사실 윈터 킹에 의해 정신을 조종당한 버블검 공주였다는 사실이 밝혀진다. 피오나는 이들을 구해내지만 실수로 왕관의 힘을 무력화시켜 윈터 킹은 사라지게 된다. 셋은 여전히 뒤를 뒤쫓는 스캐럽을 피해 다른 우주로 이동한다. |                                                    |                 |                                                                      |                 |
| 7 | "The Star" "별"                                    | 라이너 섀넌     | 이기 크레이그, 그레이엄 폴크, 제이콥 윙클러, 소냐 본 매런스도르프    | 2023년 9월 21일 |
| 셋은 뱀파이어들이 점령한 세계에서 보니와 그의 일행들과 합류하게 된다. 이 우주는 사이먼이 죽고 난 뒤 왕관을 가진 뱀파이어 왕이 마르셀린을 입양한 세계였다. 뱀파이어 왕의 왕관을 뺏으려는 보니의 계획이 실패하고, 셋은 또다시 다른 우주로 떠나게 된다. 그 사이 게리와 마셜은 마셜의 어머니인 해나 애버디어가 연 자선 무도회에 참석한다. 애버디어는 마셜이 자신의 가업을 물려받기를 강요하고, 이 모습을 본 게리는 마셜이 이를 원치 않는다는 사실을 깨닫는다. 연회장을 빠져나가 마셜의 손을 잡고 떠나는 엘리베이터 안에서 둘은 서로 키스한다. |                                                    |                 |                                                                      |                 |
| 8 | "Jerry" "제리"                                     | 스티브 울프하드 | 한나 K. 니스트롬, 애나 시버트손, 짐 캠벨, 재키 플라이스              | 2023년 9월 21일 |
| 케이크가 황량한 세계에서 홀로 있는 비모를 발견하는 사이, 사이먼은 베티와의 과거 이야기를 피오나에게 털어놓는다. 오래된 얼음 왕국에서 피오나는 얼음 대왕이 스스로 촬영한 비디오테이프를 발견하고, 비모는 고장 난 리모컨을 고치려고 하다가 스스로 타버리고 만다. 셋은 비모가 친구라고 말한 제리를 찾아 나선다. 제리의 정체는 리치로 모든 생명체를 소멸시키고 난 이후 공허하고 절망적인 상태에 빠져 있었다. 사이먼은 피오나와 케이크가 원래 세계로 돌아갈 수 있도록 의식을 다시 시도한다. 사이먼이 피오나가 찾은 왕관을 쓰려고 하던 중 스캐럽이 나타나지만, 둘은 어디선가 갑자기 생긴 빨간 포털 사이로 빠져들고 만다. |                                                    |                 |                                                                      |                 |
| 9 | "Casper & Nova" "캐스퍼와 노바"                    | 라이너 섀넌     | 이기 크레이그, 그레이엄 폴크, 제이콥 윙클러, 소냐 본 매런스도르프    | 2023년 9월 28일 |
| 피오나와 케이크는 여전히 마법이 되살아나지 않은 원래 자신들의 세계로 돌아오게 된다. 한편 리치, 스캐럽과 사이먼은 골브 앞에 소환된다. 골브는 리치를 파괴하고 사이먼의 정신을 미래의 우 랜드에 사는 셔미의 머릿속으로 보낸다. 셔미가 된 사이먼은 베스와 함께 도서관을 방문하여 양자택일로 운명을 정할 수 있는 게임책을 찾게 된다. 책의 주인공인 캐스퍼와 노바의 선택 중 사이먼은 계속해서 캐스퍼의 결정만을 선택한다. 골브는 사이먼을 방해하려는 스캐럽을 작은 벌레로 바꾸게 되고, 그 중 한 마리가 피오나의 세계로 향하는 포털로 달아난다. 게리와 마셜에게 상황 설명을 하던 피오나와 케이크는 포털에서 나온 스캐럽 벌레를 발견하여 병에 가두지만, 이 사실을 모른 엘리스 P.가 이들을 모두 풀어주어 스캐럽이 부활하게 된다.           |                                                    |                 |                                                                      |                 |
| 10 | "Cheers" "치어스"                                  | 스티브 울프하드 | 한나 K. 니스트롬, 애나 시버트손, 짐 캠벨, 재키 플라이스              | 2023년 9월 28일 |
| 스캐럽은 피오나의 세계를 없애기 위해 무차별적인 공격을 하게 되고, 피오나와 친구들은 속수무책으로 당하게 된다. 한편 게임 속에서 사이먼이 캐스퍼의 선택만을 따르자 노바에게는 비극적인 결말만이 나오고, 이를 통해 사이먼은 과거 베티가 자신을 위해 너무 많은 것을 희생했음을 뒤늦게 깨닫게 된다. 마법이 더 이상 필요 없다는 피오나의 요청에 따라 사이먼은 왕관을 다시 쓰는 것을 포기하는 대신, 골브에 의해 우 랜드로 돌아가기 전에 마법의 민들레를 피오나에게 건네준다. 피오나의 우주는 정식 우주로 승인되고, 스캐럽이 파괴한 것을 모두 되돌린다. 이후 스캐럽은 대가로 프리즈모와 함께 타임 룸에서 함께 일하게 된다. 피오나와 사이먼은 자기 삶과 세계를 인정하고 받아들이며, 멀티버스 간의 전화기를 통해 서로 연락하며 지내게 된다. |                                                    |                 |                                                                      |                 |

## 반응

### 평가
9월 23일 기준, 《피오나와 케이크》는 로튼 토마토에서 10건의 리뷰에 신선도 100%를 기록하였다.
《인버스》(Inverse)의 제이크 클라인먼(Jake Kleinman)은 시리즈에서 가장 정서적으로 성숙한 순간 중 하나라고 말하며, 이야기의 핵심이 성장의 아픔에 대해 다루고 있다고 말하였다. 《코믹북닷컴》(Comicbook.com)의 닉 발데즈(Nick Valdez)는 작품이 '어두운 톤'에 초점을 맞춤으로써 프랜차이즈의 완전히 새로운 시대를 열었다고 평하였다. 또한 원작의 팬들을 염두에 두고 만든 작품이라고도 언급하였다. 에어리언 칸나(Aryan Khanna)는 작품이 원작의 매력을 유지하면서도 성숙한 이야기 전개로 전환하였다고 말하며, 《코라의 전설》와 같은 다른 리부트 작품과 비교하기도 하였다.《페이스트》의 루벤 배런(Reuben Baron)은 《비와 퍼피캣》과 《스티븐 유니버스 퓨처》의 첫 화와 비교하며, 어린 성인층을 타깃으로 한 '하드코어' 팬들을 위한 작품이라고 설명하였다.
《폴리곤》의 사만다 푹(Samantha Puc)과 《뎀》(Them)의 제임스 팩토라(James Factora)는 작품에서 드러난 LGBT 묘사에 대해 호평하였다. 푹은 〈The Star〉에서 마셜·게리의 장면과 버블검·마르셀린의 장면이 교차하며 묘사된 것에 대해 "이들은 언제나 서로의 낭만적인 운명으로 묘사된다."라고 말하였다. 팩토라는 평행 우주를 통해 퀴어성을 자연스럽게 표현한 본작과 달리 퀴어 요소를 지키기 위해 "열심히 싸워야만 했던" 초기 원작을 비교하기도 하였다.

### 수상 내역
| 연도 | 상                                         | 수상 부문                                                                                        | 후보                                                       | 결과 | 각주          |
| ---- | ------------------------------------------ | ------------------------------------------------------------------------------------------------ | ---------------------------------------------------------- | ---- | ------------- |
| 2024 | 제51회 애니상                              | Outstanding Achievement for Character Animation in an Animated Television / Broadcast Production | 〈The Winter King〉의 알렉스 스몰부테라(Alex Small-Butera) | 후보 | [ 56 ] [ 57 ] |
| 2024 | 제35회 GLAAD 미디어 어워드                 | Outstanding Kids and Family Programming - Animated                                               | 《어드벤처 타임: 피오나와 케이크》                         | 후보 | [ 58 ]        |
| 2024 | 제76회 프라임타임 크리에이티브 아츠 에미상 | Outstanding Individual Achievement in Animation                                                  | 〈The Winter King〉의 알렉스 스몰부테라(Alex Small-Butera) | 수상 | [ 59 ] [ 60 ] |
| 2024 | 우먼스 이미지 네트워크 어워드              | Best Animated Program                                                                            | 〈The Star〉                                               | 후보 | [ 61 ] [ 62 ] |